# Cryptocephalus beckeri
Cryptocephalus beckeri es una especie de insecto coleóptero de la familia Chrysomelidae.
Fue descrita científicamente en 1860 por F. Morawitz.